# 수색 (1948년 영화)
수색(The Search)은 미국에서 제작된 프레드 진네만 감독의 1948년 전쟁, 드라마 영화이다. 몽고메리 클리프트 등이 주연으로 출연하였고 Lazar Wechsler 등이 제작에 참여하였다.

## 출연

### 주연
- 몽고메리 클리프트
- 어라인 맥마혼

### 조연
- 웬델 코리
- Leopold Borkowski